# Hôtel Saint-Pol

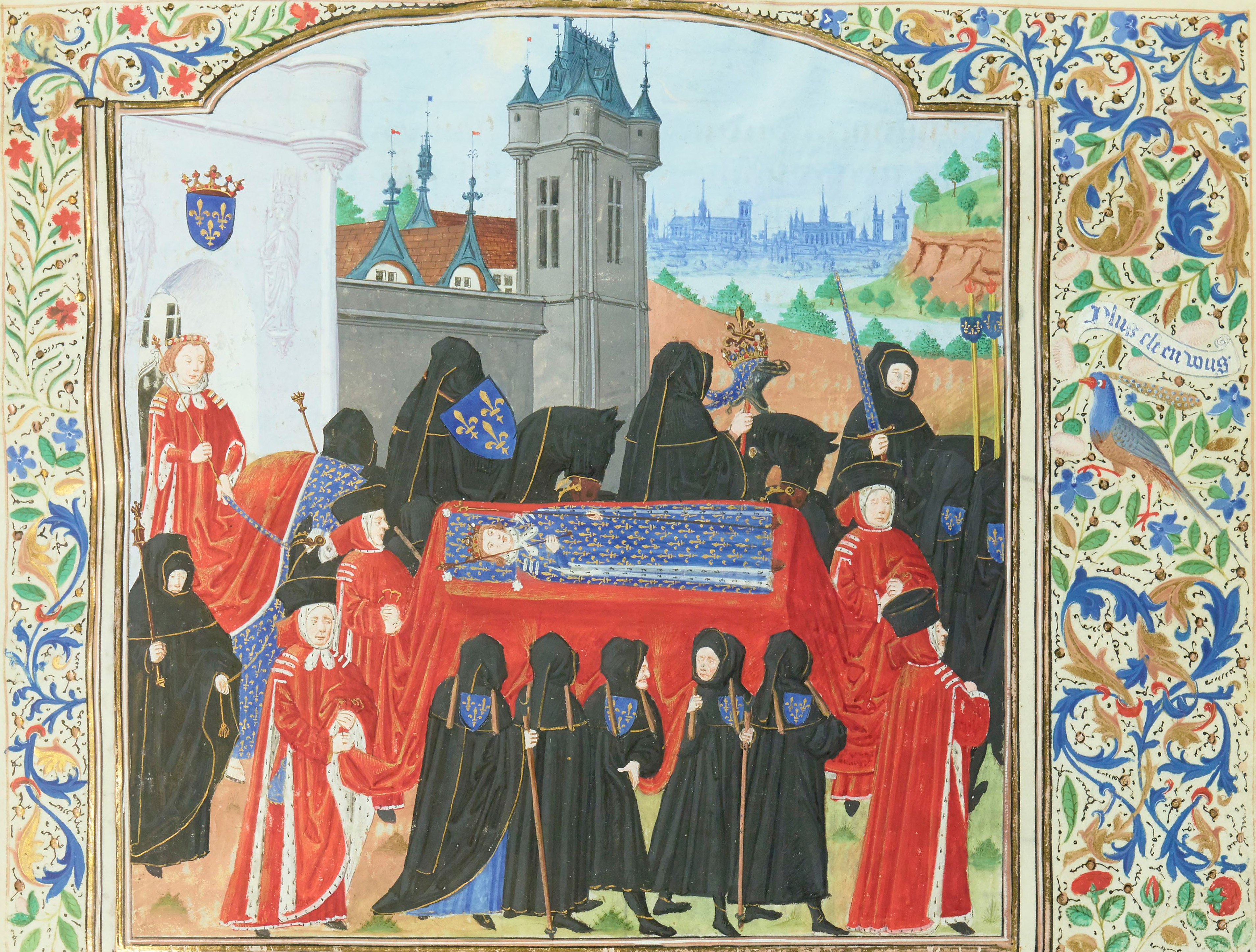
Cortejo fúnebre de Carlos VI (ou Carlos VII) saindo do Hôtel Saint-Pol, miniatura na Crônica (século XV) de Jean Chartier (Biblioteca Nacional da França)

Hôtel Saint-Pol foi uma residência real parisiense que começou a ser construída em 1361 pelo rei Carlos V da França nas ruínas de um edifício construído por Luís IX. Foi usado por Carlos V e seu filho, Carlos VI. Localizado na margem direita, a noroeste do Quartier de l'Arsenal, no 4º arrondissement de Paris, os jardins da residência se estendiam do Quai des Célestins para a Rue Saint-Antoine, e da Rue Saint-Paul para a Rue du Petit-Musc.

## História
Carlos V começou a trabalhar no Hôtel Saint-Pol em 1361. Desde então e até 1364, ele continuou a melhorar e desenvolvê-lo através da aquisição de propriedades adicionais e ordenando a construção de novos edifícios. O rei, que não podia suportar os odores pestilentos de Paris e os problemas que causaram a sua saúde, apreciava sua localização fora da cidade medieval. Ele valorizava a residência por sua calma e seu ambiente mais limpo, que reivindicou por ter o ajudado a evitar doenças, e mais importante recuperar a boa saúde. O Hôtel foi finalizado em 1365.
Em 28 de janeiro de 1393, o Baile dos Ardentes ocorreu no Hôtel Saint-Pol. Quatro nobres dançarinos foram mortos em um incêndio, e Carlos VI e outra dançarina escaparam por pouco da morte.

## Expansão do parque do Hôtel Saint-Pol
O Hôtel Saint-Pol não possuía um único prédio, mas sim várias habitações tornando-se uma residência real. Entre elas, tinham salas para banquetes e outros entretenimentos dados pelo rei, quartos para hóspedes, e outros quartos reservados para o rei e sua família. Carlos V tinha a residência luxuosamente decorado de acordo com os seus gostos pessoais, com madeiras preciosas, pinturas e ourivesaria. Paredes eram decoradas com tapeçarias bordadas com pérolas, e os livros eram exibidos no mobiliário, juntamente com ornamentos dourados. Duas capelas foram construídas na residência, uma para o rei, a outra para sua consorte, Joana de Bourbon. O Hôtel incluía uma notável coleção de livros preciosos que o rei gostava de montar, incluindo os de seu pai, João II, que também havia sido um grande amante de livros. Esta coleção permitiu a Carlos V criar a Biblioteca Real, que mais tarde se tornaria a Biblioteca Nacional de Paris. Além desses espaços de entretenimento e de vida, Carlos V incluiu também um espaço para o Conseil du Roi para que ele pudesse cuidar de assuntos do Estado.

## Etiqueta
O Hôtel Saint-Pol e outros palácios foram os locais onde foram desenvolvidas as primeiras versões de uma etiqueta real (Etiquette) na corte francesa. Carlos V, por exemplo, teve seus servos vestido com uniformes apropriados para a estatura de um rei da França.

## Hôtel Saint-Pol nos séculos XV e XVI

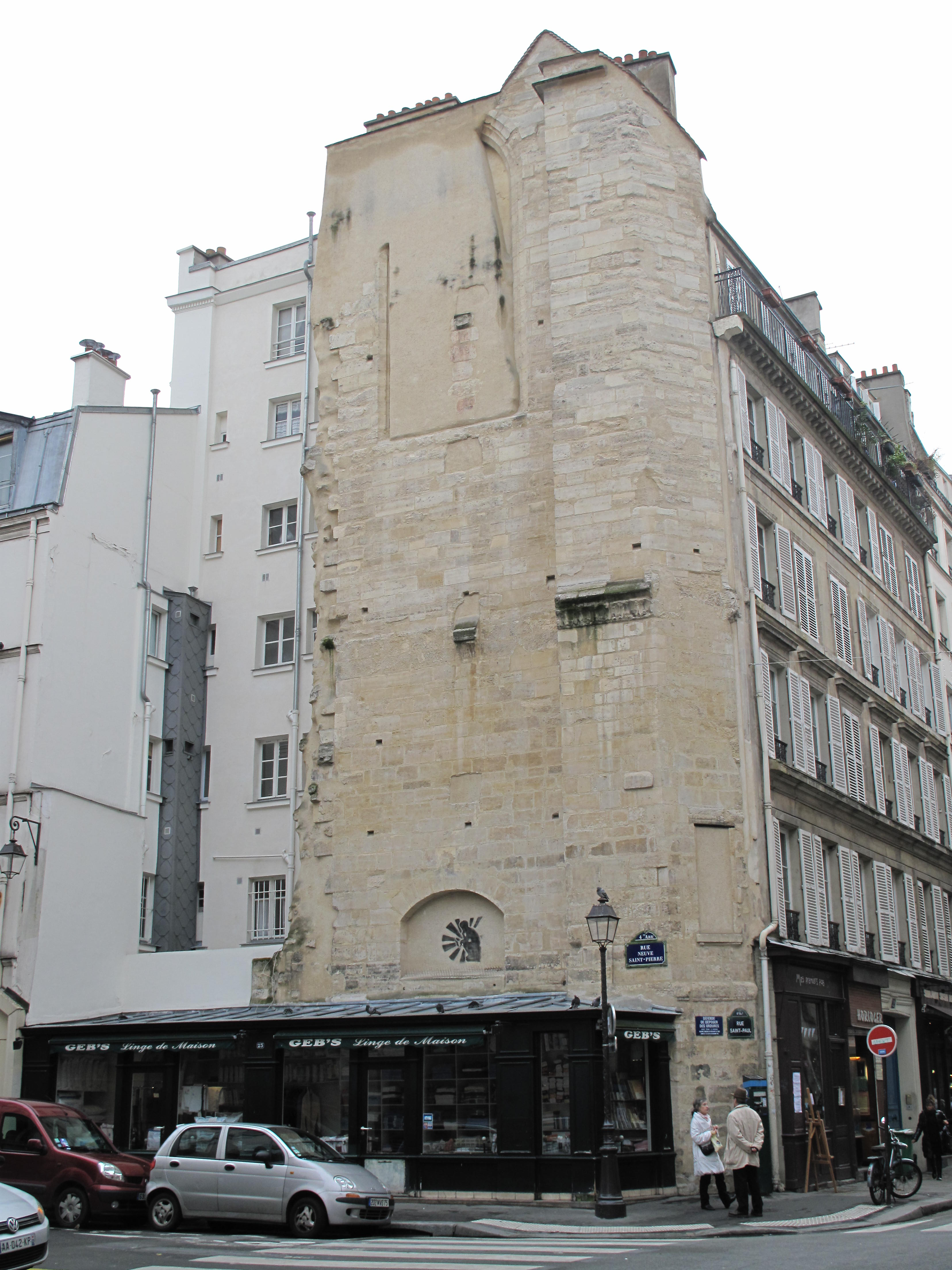
Restos da Église Saint-Paul.

Depois de Carlos VII fugir para Bourges em 1418, o Hôtel Saint-Pol foi abandonado por ele e os reis que o seguiram. Luís XI preferia o Palácio de Plessis-lez-Tours, e ao visitar Paris se hospedou no Castelo de Vincennes. Carlos VIII, Luís XII e Francisco I viveram no Vale do Loire ou no Palácio de Fontainebleau, e o Hôtel Saint-Pol caiu em ruínas, sendo abandonado em 1516. Em 1519, parte do que foi vendido por ordem de Francisco I, e alguns anos mais tarde, foi completamente destruído. Uma parede da Église Saint-Paul, que fazia parte do residencia real, sobrevive até hoje.